# Zalužani
Zalužani (cyr. Залужани) – wieś w Bośni i Hercegowinie, w Republice Serbskiej, w mieście Banja Luka. W 2013 roku liczyła 629 mieszkańców.